# Clepsydra (groupe)
Pour les articles homonymes, voir Clepsydra.
Clepsydra est un groupe de rock néo-progressif suisse, originaire de Locarno. Ils se rapprochent des productions de Marillion (de l'ère Fish), de Pendragon ou d'IQ.

## Biographie
Après sa formation en 1990 à Locarno, Clepsydra sort son premier album Hologram en 1991. Cet album est enregistré en cinq jours seulement.
S'ensuit More Grains of Sands en 1994, album-concept où l'on note la présence de Nick Barrett (de Pendragon) dans la fin parlée (outro) de la chanson Moonshine on Heighs. Gabriele Hoffman quitte alors le groupe pour former Shakary.
Le troisième album Fears sorti en 1997 permet d'entendre pour la première fois le guitariste Marco Cerulli, il quittera le groupe en 2014 après la tournée de reformation, . Peu après la sortie de l'album, le bassiste Andy Thommen quitte le groupe pour former lui aussi un nouveau groupe (Zenit).
Alone, sorti en 2001 après deux ans de préparation, est un album-concept vendu sous trois formes différentes (pochette représentant soit un poulet prêt à cuire, soit un poisson cru, soit un poulpe déployé). Nicola Da Vita (un ami de longue date du groupe) a remplacé Andy Thommen au poste de bassiste. Comme pour More Grains of Sand, l'œuvre est d'un bloc et à écouter d'une traite. « L'album parle des pensées qu'une personne X a eu un soir en restant chez elle toute seule, une sorte de balance de la vie, des moments d'introspections profondes, comme on n'arrive plus à en avoir à cause du rythme de notre société. L'album parle de la famille, des amis, des ennemis, du bien et du mal (...) », explique Philip Hubert.
Le groupe se met en pause en 2002.
Après dix ans d'absence, le groupe revient en 2012. En 2014, un coffret quatre CD intitulé 3654 Days est publié, et écoulé à 1 000 exemplaires en 2015. Luigi Biamino remplace Marco Cerulli au poste de guitariste à l'issue de la tournée. Andy Thommen (revenu pour la tournée) quitte encore le groupe et est de nouveau remplacé par Nicola De Vita.
Le groupe sort un album en 2019, The Gap avec le dernier line-up en date.
Les deux derniers concerts recensés sont en France (Prog en Beauce/Octobre 2019) et en Ecosse (Concert privé/Aout 2022).

## Membres

### Membres actuels
- Luigi Biamino - guitare
- Pietro Duca - batterie
- Philip Hubert - synthétiseur
- Aluiso Maggini - chant
- Nicola De-Vita - basse

### Anciens membres
- Andy Thommen - basse (1998-2001)
- Gabriele Hofmann (Lele Hofmann) - guitare (1989-1995)
- Marco Cerulli - guitare (1997-2014)